# Pressiyan II
Pressiyan II, aussi Presijan, Presian, Presyam ou Pressian (bulgare : Пресиян II), né en 997 et mort en 1061, appelé par les grecs Prousianos, fut prince de Bulgarie. Il est le fils du dernier empereur bulgare Ivan Vladislav et résista à la conquête byzantine qui annexa le pays en 1018.

## Biographie
Pressiyan ou Prousianos comme les grecs le dénommaient, est le fils, sans doute aîné, de Ivan Vladislav et de son épouse la tsarine Marie.
Après la mort de son père et la reddition à Ohrid de sa mère entourée des jeunes princes et princesses de la famille royale, Prousianos et deux de ses frères cadets, Alousianos et Aaron, refusent de faire leur soumission au basileus Basile II. Ils se réfugient avec quelques partisans sur le « mont Tomorr » qui se dresse au sud-est de Berat.
La défection de l'ensemble de la noblesse et notamment celles des boyards nommés Nestoritzès, Zaritzès et Dobromir le Jeune par l'historien byzantin Jean Skylitzès, l'oblige à venir faire également sa soumission au camp impérial de Deabolis. Le dernier chef de la résistance Bulgare le boyard Ibatzès est capturé peu après le 15 août 1018.
Les trois princes bulgares sont bien traités par l'empereur Basile II qui accorde à Prousianos le titre de magistros et à ses deux frères celui de patrice. Plus tard Prousianos sera nommé stratège du grand thème des Bucellaires.  
Une décennie plus tard, Prousianos est compromis dans la conspiration de son beau-frère Romain le Jeune Kourkouas, contre l'empereur Constantin VIII le frère et successeur de Basile II. Rappelé d'exil après l'accession au pouvoir de Romain III Argyre en 1028, Prousianos est de nouveau impliqué avec sa mère dans un complot alors qu'il envisageait d'épouser Théodora Porphyrogénète une des filles de Constantin VIII afin d'usurper le trône.
Prousianos, démasqué, est tonsuré, forcé à devenir moine puis aveuglé en 1030-1031. Son sort ultérieur demeure inconnu.